# Terri Lyne Carrington

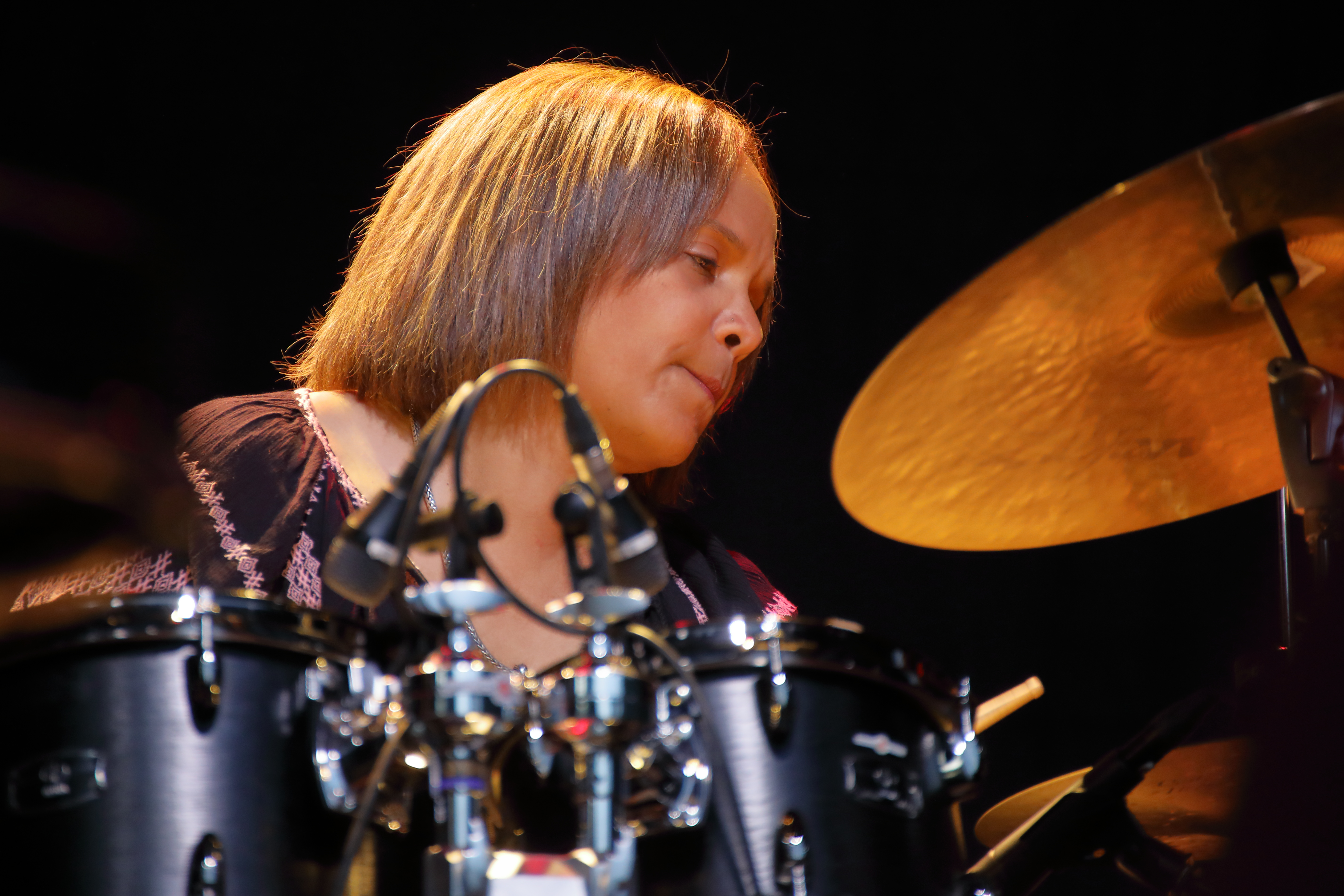
Terri Lyne Carrington mit Sing The Truth auf dem Rudolstadt-Festival 2019

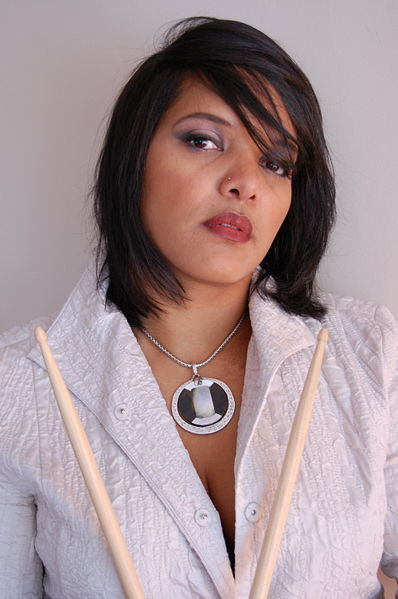
Terri Lyne Carrington, 2007

Terri Lyne Carrington (* 4. August 1965 in Medford, Massachusetts) ist eine amerikanische Jazz-Schlagzeugerin, Komponistin und Produzentin, daneben unterrichtet sie am Berklee College of Music und betreibt ein eigenes Musiklabel.
Bereits als Kind spielte Carrington, die häufig als Wunderkind bezeichnet wird, mit Jazz-Legenden wie Dizzy Gillespie, Rahsaan Roland Kirk, Oscar Peterson und Joe Williams. Später war Carrington neben ihren Soloprojekten als Schlagzeugerin und teilweise auch Produzentin für Künstler wie Diana Krall, Cassandra Wilson, Dianne Reeves, Herbie Hancock und Wayne Shorter tätig. Der Jazzjournalist Scott Yanow bewertete sie als „eine der ersten wichtigen Schlagzeugerinnen im Jazz.“

## Leben und Wirken
Carrington wurde als Kind in eine Musikerfamilie geboren. Ihr Großvater, Matt Carrington, war Schlagzeuger für Fats Waller und Chu Berry, ihr Vater, Sonny Carrington, Saxophonist für James Brown. Bereits als Fünfjährige konnte Carrington Saxophon spielen, als Siebenjährige – der altersbedingte Verlust der Schneidezähne machte ihr das Saxophonspiel unmöglich – übernahm sie das Schlagzeug ihres Großvaters, der sechs Monate vor ihrer Geburt verstarb. Ihr erster Lehrer wurde der Schlagzeuger Alan Dawson, der Schlagzeuger wie Tony Williams, Steve Smith und Jeff Tain Watts unterrichtete.
1975 – im Alter von zehn Jahren – hatte Carrington ihren ersten großen Auftritt beim Wichita Jazz Festival mit Clark Terry. Im folgenden Jahr hörten Alma und Lawrence Berk, Mitbegründer des Berklee College of Music in Boston, Carrington bei einer Jamsession mit Oscar Petersons Begleitband, sie waren so begeistert, dass sie Carrington ein volles Stipendium gaben. Über den Schlagzeuger Buddy Rich bekam Carrington im Alter von zwölf Jahren einen Endorsement-Vertrag mit Zildjian, sie war damit der jüngste Künstler, der bisher von Zildjian unterstützt wurde. In einer Fernsehshow urteilte Rich über die damals noch Elfjährige:

“She sounds like she knows what she’s doing.”

„Sie klingt, als würde sie wissen, was sie tut.“

Zunächst besuchte Carrington einmal pro Woche nach der Schule das Berklee College. Im Alter von 16 Jahren nahm sie mit Kenny Barron, Buster Williams, George Coleman und ihrem Vater ein privates Album mit dem Titel TLC and Friends auf. Nach ihrem High-School-Abschluss studierte sie drei Semester vollzeitig am Berklee College. Während dieser Zeit lernte sie Musiker wie Kevin Eubanks, Mike Stern, Branford Marsalis, Pat Metheny, Greg Osby und andere kennen und arbeitete mit ihnen.
Zu dieser Zeit lernte sie auch den Schlagzeuger Jack DeJohnette kennen und freundete sich mit ihm und seiner Frau Lydia an. DeJohnette über Carrington:

“Terri Lyne Carrington really wasn’t a student – I mean Terri just came up and hung out. She was already a pro. I love her. She composes, sings, plays great.”

„Terri Lyne Carrington war keine Schülerin – sie tauchte auf und hing mit uns rum. Sie war bereits ein Profi. Ich liebe sie. Sie komponiert, singt und spielt großartig.“

Ermutigt durch DeJohnette ging Carrington 1983 nach New York City, wo sie u. a. mit Stan Getz, James Moody, Lester Bowie, Pharoah Sanders, Cassandra Wilson und David Sanborn arbeitete. Saxophonist Wayne Shorter beschrieb seine erste Begegnung mit Carrington in einem Interview im Jahr 1987 wie folgt:

„Sie kam rein, setzte sich, haute nur einmal auf die Snare (er imitiert den Sound mit weit aufgerissenen Augen) und da wusste ich bereits: Hey, das ist genau, wonach ich gesucht habe.“

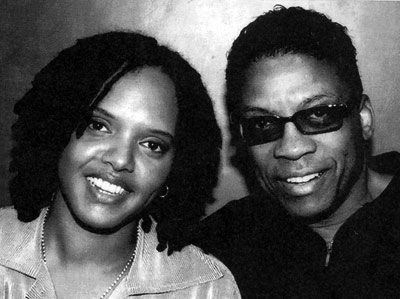
Terri Lyne Carrington und Herbie Hancock

1989 zog sie nach Los Angeles und wurde Schlagzeugerin der Band der Arsenio Hall Show. Daneben unternahm sie Tourneen mit Mike Stern, Joe Sample, Al Jarreau, Herbie Hancock und Wayne Shorter.
Ebenfalls 1989 veröffentlichte Carrington ihr erstes eigenes Album, Real Life Story, das von ihr und Robert Irving III produziert und auf PolyGram veröffentlicht wurde. An dem Album wirkten neben Carrington Wayne Shorter, Dianne Reeves, Hiram Bullock, Carlos Santana, Patrice Rushen, John Scofield, Grover Washington, Jr. und Gerald Albright mit. Der größte Teil der Titel des Albums wurde zudem von Carrington komponiert. Es wurde für einen Grammy Award nominiert und erreichte Platz drei der Top Contemporary Jazz Albums des Billboard-Magazins.
In der Folgezeit arbeitete Carrington nicht nur als Schlagzeugerin, sondern auch als Komponistin und Produzentin u. a. mit Gino Vannelli, Dianne Reeves, Siedah Garrett, Marilyn Scott, den dänischen Popsängern Stig Rossen und Monique sowie den Jazzmusikern Chris Minh Doky und Niels Lan Doky (Doky Brothers). Das von Carrington produzierte Dianne-Reeves-Album That Day (1997) wurde für einen Grammy nominiert. Carrington 2001 über ihre Tätigkeit als Produzentin:

“Drummers bring something unique to the production world, which tends to be dominated by keyboard players. They have a great sense of structure, of how a song should flow.”

„Schlagzeuger bringen etwas besonderes in die Welt der Produktion, die von Keyboardern dominiert wird. Sie haben ein großartiges Gespür für Strukturen dafür, wie ein Lied fließen muss.“

<
Internationalen Erfolg brachte ihr 1998 die Mitarbeit – gemeinsam mit Joni Mitchell und Stevie Wonder – an Herbie Hancocks Album Gershwin’s World. Das Album erhielt den Grammy Award 1999 in der Kategorie Best Instrumental Jazz Performance, Individual or Group. In der Folge beteiligte sie sich auch an der Europatournee von Hancocks Projekt Future 2 Future.
2002 erschien das Album Jazz Is a Spirit, an dem neben ihrer Band – Adam Rogers (Gitarre), Jimmy Haslip (Bass) und Greg Osby (Saxophon) – auch Herbie Hancock, Gary Thomas, Wallace Roney, Terence Blanchard und Kevin Eubanks mitwirkten. Der Großteil der Titel wurde von Carrington geschrieben. Der Titel Jazz Is a Spirit ist ein Zitat der Jazz-Sängerin Abbey Lincoln aus einer Podiumsdiskussion zum Thema Jazz. Das Album wurde von dem deutschen Label ACT von Siegfried Loch im Februar 2002 veröffentlicht, während es in den USA erst im September erhältlich war. Den Kontakt zu Loch hatte Carrington über den französischen Gitarristen Nguyên Lê aufgebaut, an dessen 2003er Album Purple: Celebrating Jimi Hendrix sie beteiligt war.
Im Oktober 2002 wurde am Berklee College erstmals das von Zildjian gestiftete Terri Lyne Carrington Endowed Scholarship vergeben. Das Stipendium wird ausschließlich an weibliche Instrumentalisten vergeben.
Im September 2003 erhielt Carrington, die auch an der University of Southern California Schlagzeug unterrichtet, die Ehrendoktorwürde des Berklee College of Music.
2004 erschien mit Structure ihr drittes eigenes Album. Es wurde in der gleichen Stammbesetzung wie Jazz Is a Spirit eingespielt und ebenfalls auf ACT veröffentlicht. Während Jazz Is a Spirit – bis auf den von Schauspieler Malcolm-Jamal Warner (The Cosby Show) gesprochenen Teil des Titelstücks – ein reines Instrumentalalbum ist, tritt Carrington auf Structure mit Joni Mitchells Ethiopia selbst auch als Sängerin in Erscheinung.
Seit 2005 ist sie Dozentin in der Percussion Faculty des Berklee College.
Zusammen mit dem Pianisten und Keyboarder Robert Irving III, mit dem sie bereits ihr erstes Album Real Life Story produzierte, gründete Carrington 2007 das Label Sonic Portraits. Die erste Veröffentlichung von Sonic Portraits war Irvings Album New Momentum, dass von Carrington co-produziert wurde. Bereits 1991 hatte Carrington in einem Interview mit Berklee Today erklärt:

“My ultimate goal is to have my own label, to be a major record company person. There haven’t been any women, and there haven’t been too many black people. My long, long, long termgoal is to be like David Geffen or Herb Alpert.”

„Mein höchstes Ziel ist es, ein eigenes Label zu haben, ein wichtiger Plattenboss zu sein. Da gab es bisher keine Frauen und da gab es bisher auch nicht sehr viele Schwarze. Mein Ziel auf lange, lange, lange Zeit ist, wie David Geffen oder Herb Alpert zu sein.“

2011 veröffentlichte Carrington das Album The Mosaic Project, bei dem zahlreiche bekannte Sänger mitwirkten. Dafür bekam sie ihren ersten eigenen Grammy Award für das beste Jazz-Gesangsalbum des Jahres.
Zwei Jahre später erschien mit Money Jungle: Provocative in Blue wieder ein vornehmlich instrumentales Album, für das sie 2014 einen weiteren Grammy bekam. Das Album war als Hommage an das genau 50 Jahre zuvor entstandene Klaviertrio-Album Money Jungle konzipiert, bei dem der inzwischen über sechzigjährige Duke Ellington mit zwei Protagonisten der Bebop-Generation zusammentraf, dem Bassisten Charles Mingus und dem Schlagzeuger Max Roach. Carrington übernahm mit dem jungen Gerald Clayton am Klavier und dem Bassisten Christian McBride das Trioformat, erweiterte es aber bei einzelnen Stücken mit Bläserarrangements, einem Perkussionisten, Vokalisen von Lizz Wright, einem launigen Scat Clark Terrys und Herbie Hancock, der Ellington zu Musik und Geld zitiert, sowie Samples von Martin Luther King bis US-Präsident Obama. Gespielt wurden nur die Kompositionen Ellingtons, die er speziell für die Session geschrieben hatte, ergänzt um eigene Kompositionen Carringtons und Claytons.
Carrington wirkt als Schlagzeugerin und Künstlerische Leiterin im gemeinsamen Frauenprojekt Sing The Truth von Angélique Kidjo, Cécile McLorin Salvant und Lizz Wright mit. Das Projekt ist dem Werk engagierter Frauen wie Odetta, Billie Holiday, Miriam Makeba und anderen gewidmet. Um den Anteil von Frauen im Jazzrepertoire zu erhöhen, gab sie 2022 ein Real Book mit Werken von Musikerinnen heraus, „New Standards: 101 Lead Sheets by Women Composers“.
2021 wurde Carrington in die American Academy of Arts and Sciences gewählt. Im selben Jahr wurde sie mit einer NEA Jazz Masters Fellowship ausgezeichnet.  Bei den Grammy Awards 2023 wurde sie für das Album New Standards in der Kategorie Bestes Jazz-Instrumental-Album ausgezeichnet.

## Equipment
Carrington hat Endorsement-Verträge mit den Firmen Zildjian (Drumsticks und Becken), Yamaha (Kessel) und Remo (Felle). Das Setup von Carringtons Schlagzeug variiert je nach Auftritt. In der Regel verwendet sie eine 22″ oder 20″ Bassdrum, drei bis fünf Tomtoms (normalerweise 10″, 12″, 14″ und 16″, gelegentlich 8″) und eine hölzerne Snare. Ihr bevorzugtes Material ist Ahorn. Entscheidend bei der Auswahl der Materialien für Kessel und Felle ist für Carrington ein „warmer Sound“. Des Weiteren verwendet sie eine 15″ Hi-Hat, sowie mehrere Crash-, Splash- und Ride-Becken, die teilweise nach ihren Wünschen gefertigt wurden. Als Sticks verwendet Carrington die Terri-Lyne-Carrington-Signature-Sticks aus Hickory.

## Zitate
„Von mir ist überliefert, dass ich als Kind immer gesagt haben soll: Jazz macht mich glücklich.“

## Aufnahmen (Auswahl)
Aufnahmen unter eigenem Namen
- 1989: Real Life Story (Verve Forecast/PolyGram)
- 2002: Jazz Is a Spirit (ACT)
- 2004: Structure (ACT)
- 2009: More to Say (Real Life Story: NextGen) (E1 Entertainment/Koch)
- 2011: The Mosaic Project (Concord Jazz, Grammy)
  - mit Geri Allen, Patrice Rushen, Helen Sung, Esperanza Spalding, Ingrid Jensen, Tineke Postma, Anat Cohen, Sheila E., Nona Hendryx, Gretchen Parlato, Dee Dee Bridgewater, Dianne Reeves, Cassandra Wilson, Carmen Lundy und anderen
- 2013: Money Jungle – Provocative in Blue (Concord Jazz, Grammy)
- 2015: The Mosaic Project: Love and Soul (Concord/Universal, 2015)
- 2019: Waiting Game (2CD, Terri Lyne Carrington and Social Science auf Motéma Music)[20]
- 2022: The New Standards Vol. 1 (Candid)[13]
- 2025: We Insist! 2025 (Candid) mit Christie Dashiell

Als Begleitmusikerin
- 1985: Rufus Reid Trio – Seven Minds (Sunnyside)
- 1986: Mulgrew Miller – Work! (Landmark)
- 1987: Michele Rosewoman – Quintessence (Enja)
- 1988: Cassandra Wilson – Blue Skies (JMT)
- 1988: Wayne Shorter – Joy Rider (Columbia)
- 1989: John Scofield – Flat Out (Gramavision)
- 1992: Gary Thomas – Till We Have Faces (JMT)
- 1993: Gary Thomas – Exile’s Gate (JMT)
- 1994: Wayne Shorter – High Life (Verve)
- 1996: Danilo Pérez – Panamonk (Impulse!)
- 1997: Dianne Reeves – That Day (Blue Note)
- 1998: Herbie Hancock – Gershwin’s World (Verve)
- 2000: Greg Osby – The Invisible Hand (Blue Note)
- 2002: Herbie Hancock – Future 2 Future – Live (DVD, Columbia)
- 2002: Nguyên Lê – Purple – Celebrating Jimi Hendrix (ACT)
- 2003: Cassandra Wilson – Glamoured (Blue Note)
- 2005: Herbie Hancock’s Headhunters – Watermelon Man (Tokyo 2005) (DVD, JazzDoor)
- 2005: Rita Coolidge – And So Is Love (King)
- 2009: Tineke Postma – The Traveller (T2 Entertainment)
- 2010: Esperanza Spalding – Chamber Music Society (Heads Up)
- 2022: Walter Smith III (In Common III, Whirlwind)
- 2023: Kris Davis: Diatom Ribbons Live at the Village Vanguard (Pyroclastic)